# Clubiona tenera
Clubiona tenera là một loài nhện trong họ Clubionidae.
Loài này thuộc chi Clubiona. Clubiona tenera được Tord Tamerlan Teodor Thorell miêu tả năm 1890.